# 리스테이트먼트
리스테이트먼트(Restatement of the Law) 혹은 법재록(法再錄)은 주법(州法)의 통일화를 위한 운동으로서, 선례로 정착된 판례의 요점을 정리한 것이다. 1923년 미국 법률 협회가 처음 발간하였다. 판례법 위주의 미국에서 법전화 운동의 일환으로 탄생하였다. 리스테이트먼트는 법조문 형식으로 되어 있고 성문법이 취하고 있는 형식(모범법전)을 갖추고 있지만, 이것은 법도 아닐 뿐더러 법적 구속력도 없는 것이나, 미국의 대다수 법원들은 리스테이트먼트에 명시되어 있는 내용에 대하여 설득력 있는(persuasive) 것으로 인정하고 때로는 판결의 내용을 정당화하기 위하여 인용하기도 한다.
미국은 영국의 보통법을 계수했으나 각 주가 독립의 법역(法域)을 이루고, 법률내용도 매우 복잡하였다. 미국 법률 협회는 미국 판례법의 2대 결함인 불확실성과 복잡성의 문제를 해결하기 위하여 각 분야의 판례법상의 일반원칙을 정리하여  간단한 조문형식으로 체계적으로 재표현하고자 하였다. 협회는 주로 각 州(주)의 현행법중의 유력하고 타당한 것을 채용하여 조문형식으로 체계적으로 재정리하고, 얼마간의 학설적 견지에서 여기에 해설과 주석 등을 가하였다. 1인의 기초자를 중심으로 작성된 초안이 평의회의 심의 수정을 받아서 다시 협회의 총회, 변호사회, 법조에 보이게 하여 비판을 받고 최후로 총회에서 결정되었다.
리스테이트먼트는 법적 효력은 가지지 않으나 부차적인 법원으로서의 의의를 가진다. 커다란 권위를 가진 이 리스테이트먼트는 판례나 입법에 많은 영향력을 미치고 있으며 이후의 많은 판결에서도 이 규정을 광범하게 채택하고 있는 바, 이것은 법적 구속력은 없는 것이지만 실제에 있어서 구속력이 있는 것이나 다름없는 권위적인 法源(법원)이다.또한, 새로운 미국법의 성격까지도 나타내는 사업이다 다만, 이 운동은 判例法(판례법) 統一化運動(통일화운동)의 일환에 불과한 것이며 法典化運動(법전화운동)은 아니다.

## 발췌원문
계약법 리스리테이트먼트 69항에 따르면
청약자가 상대방에게 "당신의 침묵은 나의 청약을 승낙하는 것으로 된다"고 말했으나 상대방이 계속 침묵하더라도 이는 승낙으로 간주되지 않는다.

## 최근 리스테이트먼트
현재 불법행위법 · 계약법 · 신탁법 및 국제사법 등을 위시하여 거의 전 분야의 법에 걸쳐서 이미 완성되어 간행되었다.1980년에는 두 번째 리스테이트먼트(Second Restatement of the Law)를 발간하였다.
1. Restatement of Agency, 3판 (2006);
2. Restatement of Conflict of Laws, Second;
3. 계약법 리스테이트먼트 제2판(Restatement of Contracts, Second); 제1조에서 “계약이라 함은 1개 또는 1조(組)의 약속으로서 그것에 위반하는 것에 대하여 법이 구제하여 주거나 또는 어떠한 형태로든 그 이행을 의무로서 인정하는 것”으로 정의하고 있다.(제1조)[11]
4. Restatement of Foreign Relations Law of the United States, Third ;
5. Restatement of Judgements, Second ;
6. Restatement of Law Governing Lawyers, Third ;
7. 재산법 리스테이트먼트 Restatement of Property ;
8. 재산법 리스테이트먼트, Landlord and Tenant, Second ;
9. 재산법 리스테이트먼트, Donative Transfers, Second ;
10. 재산법 리스테이트먼트, Mortgages, Third ;
11. 재산법 리스테이트먼트, Servitudes, Third ;
12. Restatement of Restitution, Quasi Contracts & Constructive Trusts ;
13. Restatement of Security ;
14. Restatement of Suretyship and Guaranty, Third ;
15. 불법행위법 리스테이트먼트, Second ;
16. 불법행위법 리스테이트먼트, Apportionment of Liability, Third ;
17. 불법행위법 리스테이트먼트, General Principles, Third (discussion draft) ;
18. 불법행위법 리스테이트먼트, Products Liability, Third ;
19. Restatement of Trusts, Second ;
20. Restatement of Trusts, Prudent Investor Rule, Third ;
21. Restatement of Trusts, General Principles, Third (tentative draft) ;
22. Restatement of Unfair Competition, Third

## 같이 보기
- 미국통일상법전
- 미국모범형법전